# Dryopteris sweetiorum
Dryopteris sweetiorum ist eine Pflanzenart aus der Gattung der Wurmfarne (Dryopteris) innerhalb der Familie der Wurmfarngewächse (Dryopteridaceae). Sie kommt endemisch auf den im südlichen Pazifik gelegenen Marquesas-Inseln vor.

## Beschreibung
Dryopteris sweetiorum wächst als Farn. Er bildet ein kurzes, kriechendes bis halb aufrechtes Rhizom, welches dicht mit Schuppen bedeckt ist und zusammen mit der Basis der Wedeln zwischen 3 und 15 Zentimeter dick wird. Die einheitlich glänzend dunkelbraunen Schuppen an dem Rhizom sowie an der Basis der Farnwedel sind bei einer Länge von 0,9 bis 2,5 Zentimeter und einer Breite von 0,1 bis 0,2 Zentimetern eiförmig-lanzettlich bis lineal-länglich geformt. Sie haben ganzrandige oder an der Schuppenbasis unregelmäßig gezähnte Ränder.
An jedem Rhizom stehen fünf bis sieben dicht büschelartig angeordnete Wedel. Die Wedel haben 45 bis 100 Zentimeter lange und 0,7 bis 1 Zentimeter dicke Stiele, welche strohfarben bis braun sind. Sie sind an der Oberseite gefurcht und an der Basis dicht mit braunen Schuppen bedeckt. Die Größe der Schuppen nimmt zur Wedelspitze hin ab und es treten auch haarartige Schuppen auf.
Die zweifach- bis dreifach-gefiederten oder fiederspaltigen Wedel sind bei einer Länge von 42 bis 93 Zentimetern sowie einer Breite von 38 bis 80 Zentimetern breit dreieckig-eiförmig geformt und bestehen aus 8 bis 13 Paaren an Fiederblättchen. Meistens ist die untere Hälfte der Wedel dreifach-gefiedert während die obere Hälfte meist zweifach-gefiedert ist. Die strohfarbene Hauptachse der Wedeln ist spärlich mit braunen Schuppen bedeckt, welche 0,2 bis 1,2 Zentimeter lang und 0,2 bis 0,6 Millimeter breit werden können. Die papierartigen Fiederblättchen stehen gegenständig bis annähernd gegenständig angeordnet an den Wedelstielen. Sie werden im unteren Wedelbereich am größten und sind dort ungestielt oder stehen an einen bis zu 0,5 Zentimeter langen Stiel, während die Fiederblättchen im oberen Wedelbereich alle ungestielt sind. Die Fiederblättchen bestehen Blättchen, welche an der nach unten zeigenden Seite der Fiederblättchen etwas größer werden als an der nach oben zeigenden Seite. Die untersten Fiederblättchen werden 25 bis 38 Zentimeter lang und 19 bis 25 Zentimeter breit und haben eine fiederspaltige Spitze. Die Blättchen dieser Fiederblättchen werden an der nach unten zeigenden Seite 10 bis 15 Zentimeter sowie an der nach oben zeigenden Seite 7 bis 12 Zentimeter lang. Die Oberseite der Blättchen ist ebenso wie die Unterseite unbehaart, gelegentlich findet man jedoch an der Blattachse auf der Unterseite vereinzelte haarartige Schuppen. Die Blättchenränder sind scharf gesägt und die Spitze ist spitz zulaufend bis gestutzt. Die sich verzweigende Blattnervatur ist auf der Blattoberseite nur schwer auf der Blattunterseite aber deutlich erkennbar.
Jedes fertile Blättchen trägt ein bis sechs Paare an dicken braunen Sori auf. Diese sind mit Ausnahme des drüsig behaarten Zentrums unbehaart und haben ein 0,9 bis 1,3 Millimeter dickes Indusium. Die Sporen sind dunkelbraun gefärbt.

## Vorkommen
Das natürliche Verbreitungsgebiet von Dryopteris sweetiorum liegt auf den Marquesas-Inseln im südlichen Pazifik. Es umfasst dort nur die Insel Fatu Hiva, wo es sich vom Gebirgszug Teavapuhiau bis zum Mont Touaouoho erstreckt.
Dryopteris sweetiorum gedeiht in Höhenlagen von rund 600 bis 640 Metern. Man findet die Art in gebirgigen Regionen, in offenen, feuchten Wälder. Die Art wächst verstreut, zusammen mit anderen Farnarten im Unterholz von Alsophila tahitensis, Crossostylis biflora, Cyclophyllum barbatum, Freycinetia impavida, Lindenblättrigen Eibisch (Hibiscus tiliaceus), Metrosideros collina, Schraubenbäumen (Pandanus), Vaccinium cereum, Weinmannia marquesana sowie Wikstroemia coriacea.

## Systematik
Die Erstbeschreibung als Dryopteris sweetiorum erfolgte 2011 durch David H. Lorence und Warren Lambert Wagner in PhytoKeys, Nummer 4, Seite 19. Das Artepitheton sweetiorum ehrt die beiden Unterstützer des National Tropical Botanical Gardens auf Hawaii Barbara K. und Cyrus B. Sweet.
Als nächstverwandte Art wird Dryopteris macropholis angesehen, welche ebenfalls auf den Marquesas-Inseln heimisch ist.